# César Rosas
César Rosas (Hermosillo, México, 26 de septiembre de 1954) es un cantante y guitarrista mexicano de rock, conocido por ser integrante de la banda de rock chicano, Los Lobos.
Es el miembro más reconocible de Los Lobos; Rosas es conocido por sus características gafas de sol negras, su barba tipo perilla, su peinado hacia atrás, ser zurdo y por ser el único miembro de la banda originario de México. Su voz de canto es una reminiscencia de Chicago eléctrico, muy similar a la leyenda del blues Howlin' Wolf. Su forma de tocar la guitarra fue influenciado por Jimi Hendrix.
Aparte de shows en vivo con Los Lobos, César Rosas ha estado activo como músico de sesión y acompañante durante las últimas décadas. Además, ha publicado un álbum en solitario en 1999 llamado Soul Disguise.